# 热功当量

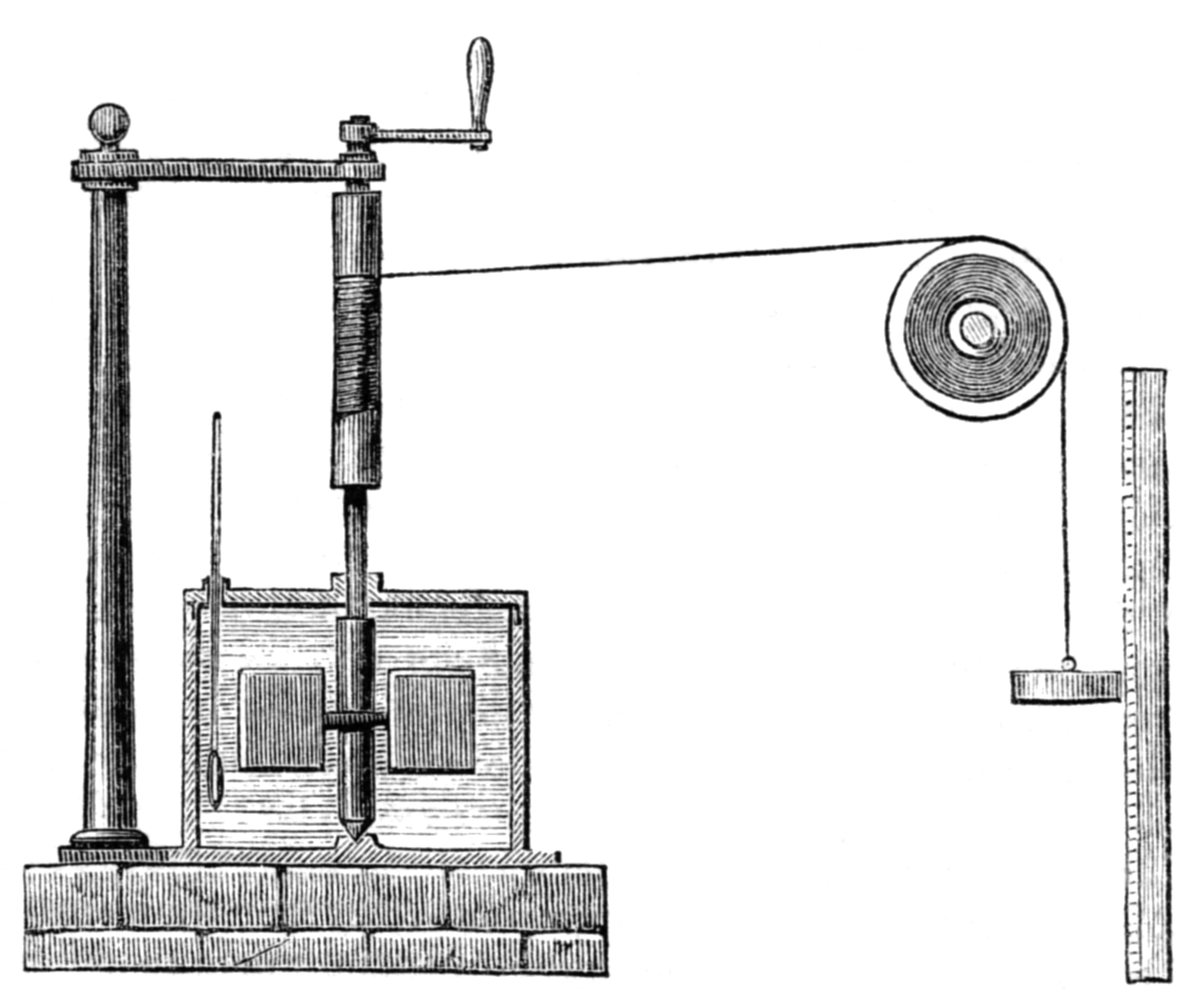
測量热功当量的焦耳裝置，落下的"功"被轉成在水里的擾動"熱"。

热功当量是指热力学单位卡与作为功的单位焦耳之间存在的一种当量关系，由于用传递热量或作功的方法都能改变物质系统的能量，所以他们的单位之间存在着一定换算关系。
英国物理学家焦耳首先用实验确定了这关系，后规定：
{\displaystyle 1cal=4.186J}
{\displaystyle 1J=0.239cal}
在热工学中常用功的热当量等于1/426.9千卡以表示功与热之间的换算常数；如果工程上以千瓦或马力作为功率的计算单位，则功与热之间的换算当量为每千瓦小时=860大卡，每马力小时=632大卡。
热功当量表述了不同能量之间可以相互转换，而且存在严格的当量关系。热功当量也是对熱力學第一定律的实验证明。